# Haliotis gigantea
Haliotis gigantea là một loài ốc biển, là động vật thân mềm chân bụng sống ở biển thuộc họ Haliotidae, the abalones. It is known as Siebold's Abalone, after Philipp Franz von Siebold.

## Phân bố
H. gigantea is đặc hữu của the waters off Nhật Bản and Hàn Quốc.

## Hình ảnh

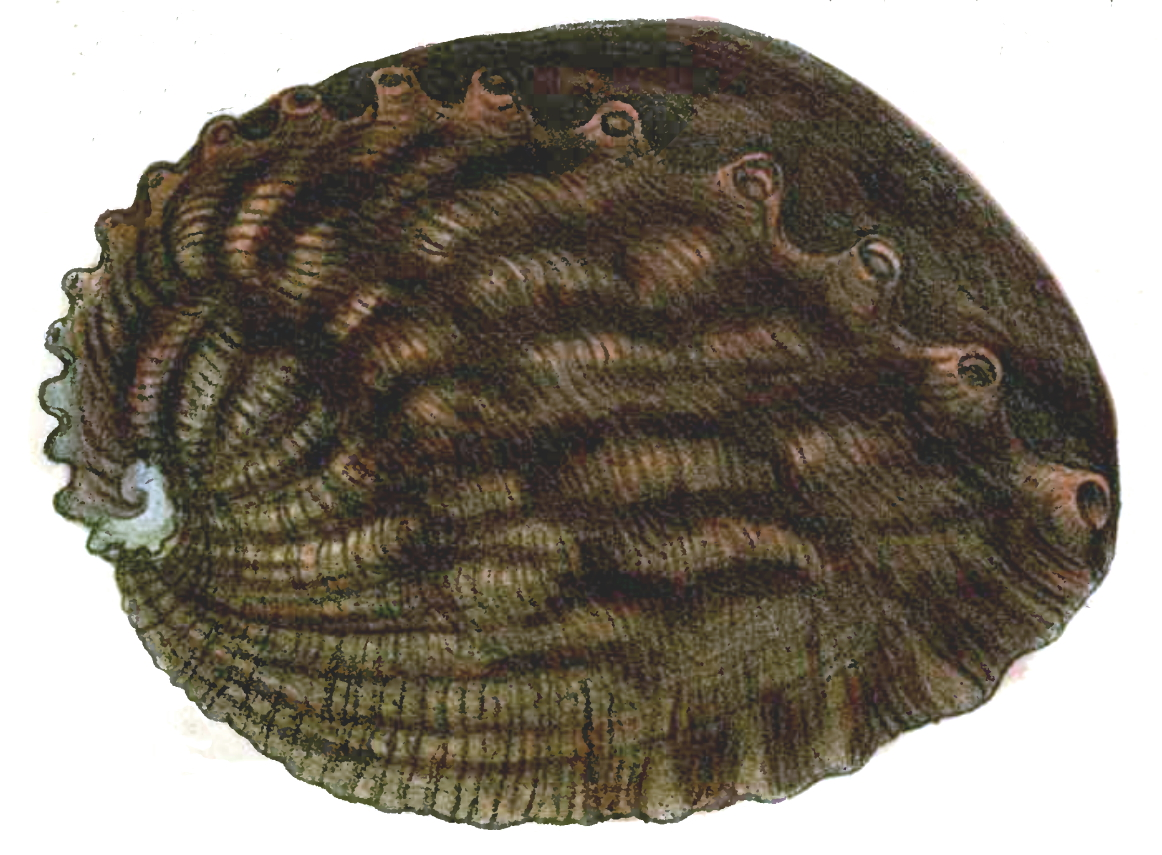